# Der Bulle und das Mädchen
Der Bulle und das Mädchen ist ein deutscher Actionkrimi aus dem Jahre 1985 mit Jürgen Prochnow in der Hauptrolle. Der Film kam am 19. April 1985 in die deutschen Kinos. Regie führte Peter Keglevic. 

## Handlung
Er ist ein erfolgreicher Polizist, raubeinig, desillusioniert und einsam. Sie ist 17 und bekommt Ärger mit ihrer Clique. Als er ihr zu Hilfe kommen will, nimmt sie ihm Dienstwaffe und Autoschlüssel ab und will über die Grenze verschwinden. Mit der Dienstwaffe wäre der Polizist auch seinen Job los. Er muss sie also finden und versucht die Sache auf eigene Faust zu regeln. Durch seine Methoden gerät er allerdings immer mehr in die Grauzone zwischen Recht und Gesetz. Schließlich werden beide zu Gejagten; wobei sie bemerken, dass sie sich ineinander verliebt haben. Es folgt eine Flucht ohne Plan und Ziel, bis das Mädchen zufällig von einer Kugel getroffen wird und stirbt. Durch ihren Tod lebensüberdrüssig geworden, lässt er sich wehrlos von seinen ehemaligen Kollegen erschießen.

## Kritik
„Der Film erzählte seine Handlung mit Genrebildern ohne Realitätsanspruch: ein rasantes, grelles, wortkarges Kriminalkino mit Anleihen bei Filmen von Walter Hill. Was der sorgfältig berechneten Inszenierung fehlt, ist die "Beseelung" seiner Menschen und ihrer Geschichte.“

## Filmmusik
Der Titelsong Golden Feeling stammt von der Band Alphaville und war die B–Seite der Single The Jet Set (1985). Im Film ist auch der Track The Only One von George Kranz zu hören. 

## Auszeichnungen
1985: Bayerischer Filmpreis als Bester Darsteller für Jürgen Prochnow